# Vyšná Myšľa
Vyšná Myšľa é um município da Eslováquia, situado no distrito de Košice-okolie, na região de Košice. Tem 8,87 km² de área e sua população em 2018 foi estimada em 975 habitantes.

## Demografia
| Ano:        | 1994 | 2004   | 2014   | 2024   |
| ----------- | ---- | ------ | ------ | ------ |
| Broj ljudi: | 840  | 888    | 971    | 999    |
| Razlika:    |      | +5,71% | +9,34% | +2,88% |

| Ano:               | 2023 | 2024 |
| ------------------ | ---- | ---- |
| Número de pessoas: | 999  | 999  |
| Diferença:         |      | +0%  |